# Call It Conspiracy
Call It Conspiracy è il terzo album del gruppo stoner svedese Dozer, pubblicato il 16 settembre 2003 dall'etichetta discografica Molten Universe. Per questo album i Dozer hanno lavorato con il produttore svedese Chips Kiesbye, famoso per il suo lavoro con band come Hellacopters.

## Tracce
1. Hills Have Eyes – 4:03
2. Rising – 3:37
3. Feelgood Formula – 5:18
4. The Exit – 2:10
5. Spirit Fury Fire – 5:06
6. A Matter of Time – 3:24
7. Man Made Mountain – 4:50
8. Way to Redemption – 4:23
9. Crimson Highway – 3:01
10. Black Light Revolution – 5:28
11. Glorified – 3:46
12. Lightning Stalker – 5:47

## Formazione
Cast musicale
- Fredrik Nordin - voce, chitarra ritmica
- Tommi Holappa - chitarra solista
- Johan Rockner - basso
- Erik Bäckwall - batteria

Cast tecnico
- Chips Kiesbye - pianoforte, percussioni, noise
- Stefan Boman - organo